# Ebraismo conservatore
Per ebraismo conservatore o ebraismo masoretico (dall'ebraico tradizionale) si intende quella forma di ebraismo nata negli Stati Uniti nei primi anni del Novecento sulla scia delle idee liberali e progressiste che stavano cambiando il panorama ebraico fin dall'Ottocento.
Oggi l'ebraismo conservatore è diffuso negli Stati Uniti, dove si colloca come il movimento più numeroso, raccogliendo tra il 35% e il 40% degli ebrei statunitensi e dove esistono oltre 800 comunità, in Israele e in altri paesi.